# 31061 Tamao
31061 Tamao este un asteroid din centura principală de asteroizi.

## Descriere
31061 Tamao este un asteroid din centura principală de asteroizi. A fost descoperit pe 10 octombrie 1996 la Kuma Kogen de Akimasa Nakamura. El prezintă o orbită caracterizată de o semiaxă mare de 2,98 ua, o excentricitate de 0,05 și o înclinație de 1,3° în raport cu ecliptica.